# Compal

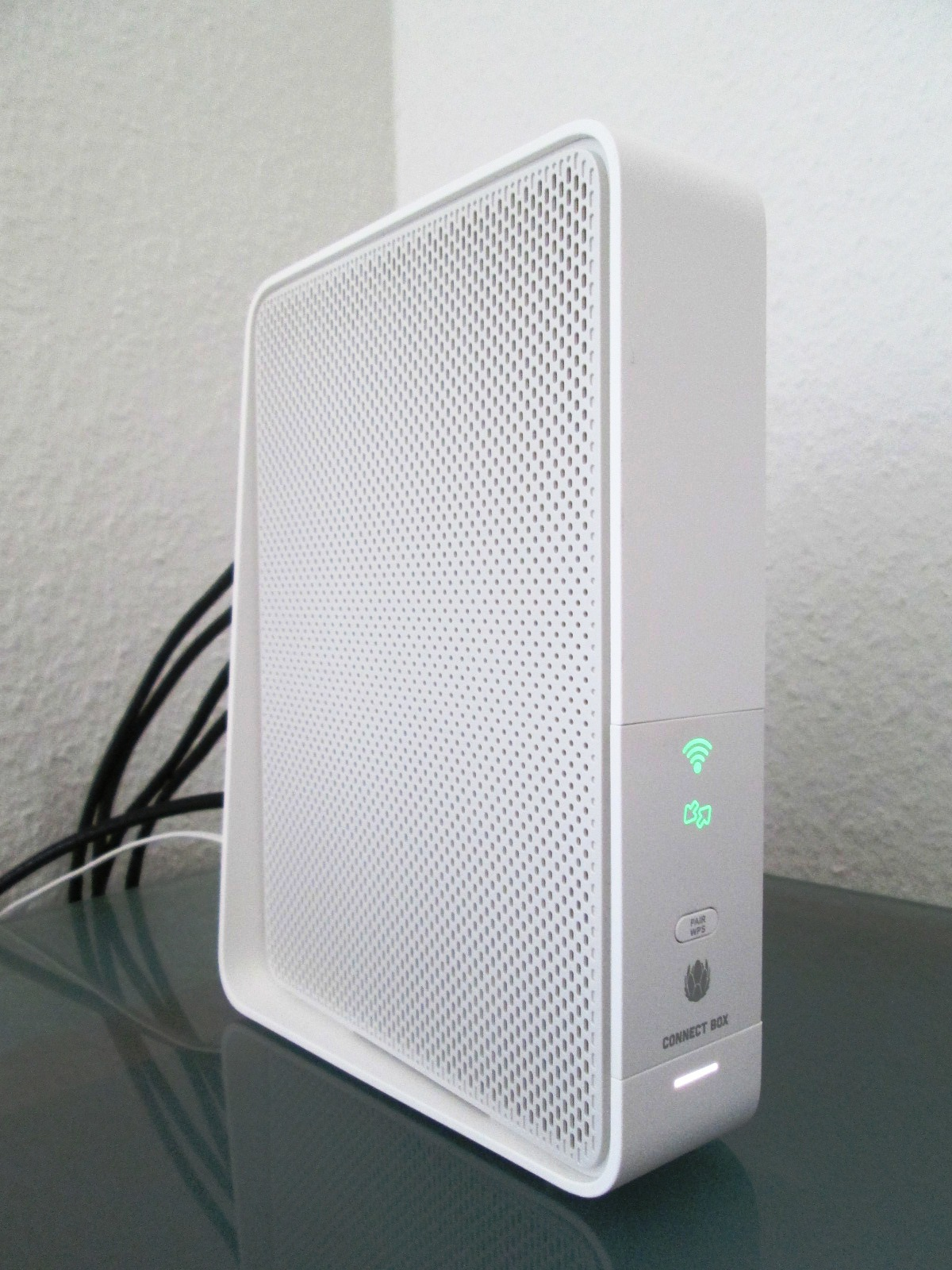
Connect-Box von Compal

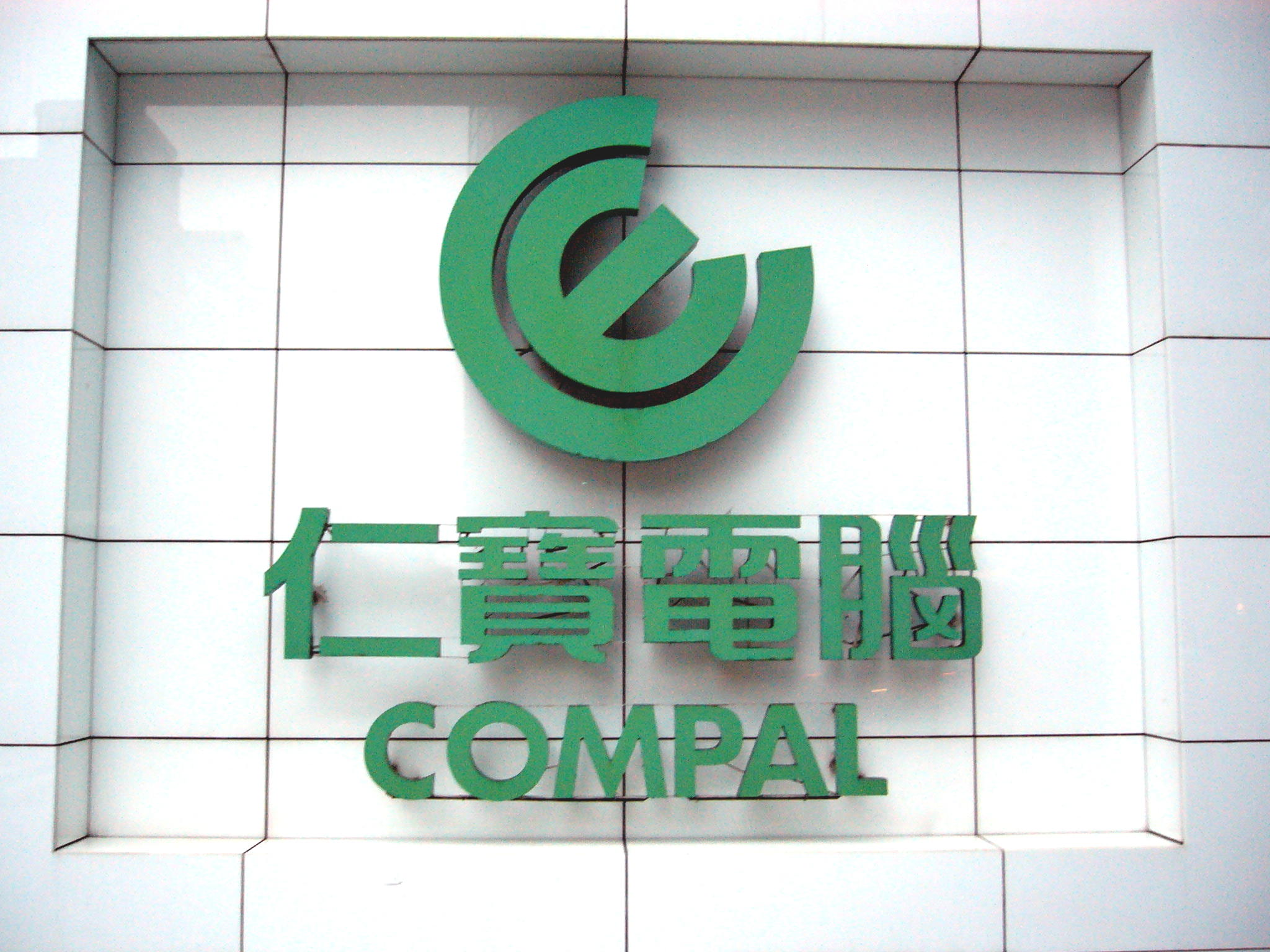
Firmenlogo

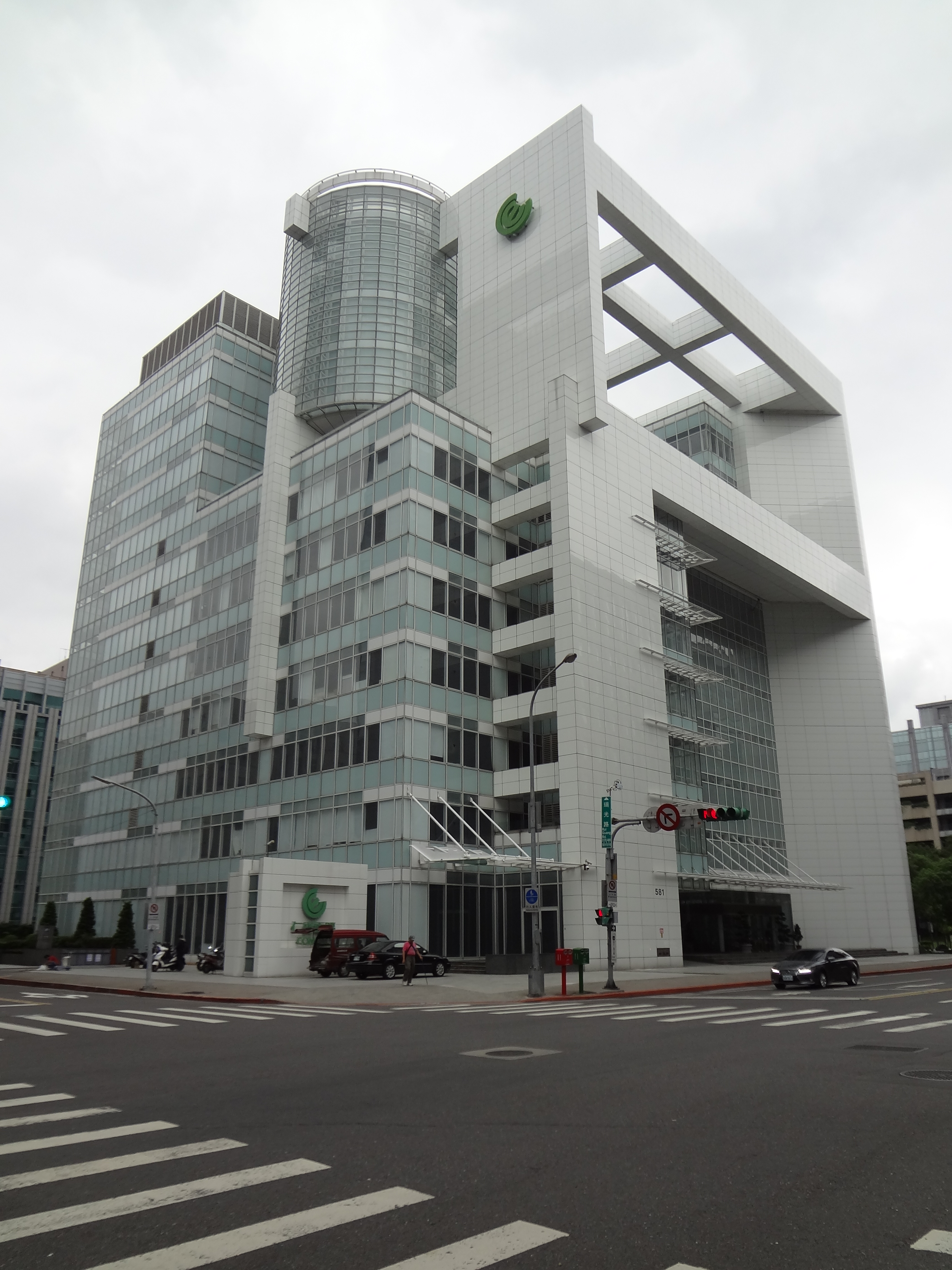
Die Zentrale des Unternehmens

Compal (chinesisch 仁寶電腦股份有限公司, kurz chinesisch 仁寶電腦, Pinyin Rén Bǎo Diànnǎo) ist ein 1984 gegründeter taiwanischer Auftragshersteller. Der Firmensitz befindet sich in Taipeh. Die Aktien des Unternehmens werden an der Börse in Taipeh unter der Kennung 2324 gehandelt.

## Compal Electronics
Compal Electronics ist Hersteller von Mobilrechnern und eines der zehn größten taiwanischen Unternehmen überhaupt. Compal produzierte u. a. das PowerBook G4 15,4 Zoll und das 17 Zoll-PowerBook für den kalifornischen Computerhersteller Apple sowie Notebooks von Hewlett-Packard.
Seit November 2015 ist Compal der Hauptlieferant des Highspeed-Kabelroutermodem Connect-Box Compal CH7465LG für den deutschen Internet- und Kabelfernsehbetreiber Unitymedia, sowie der Unitymedia-Billigmarke Eazy, die seit der Übernahme 2019 zu Vodafone gehören. Die Connect-Box kommt auch bei der UPC Austria und UPC Schweiz zum Einsatz.
Daneben produziert Compal die Notebook-Modelle
- Compal AL55
- Compal CL50 (Ähnlich wie CL56. Hat aber noch einen Steckplatz für SD-Karten.)
- Compal CL51 (Wurde als Acer Travelmate 290 verkauft. Grafikfunktion ist im Chipsatz Intel 855GM integriert)
- Compal CL55 (Wurde als Acer Travelmate 290E verkauft. Ähnlich wie CL51 aber ohne FireWire und S-Video. Chipsatz Intel 852GM)
- Compal CL56 (Wurde als Acer Travelmate 290D und Extensa 290x verkauft. Chipsatz Intel 855M. Proprietäre Grafikkarte ATI Radeon 9200 oder 9700)
- Compal CY26
- Compal GL30
- Compal GL31
- Compal EL80
- Compal EL81
- Compal FL90
- Compal IFL90
- Compal IFL91
- Compal JHL90
- Compal JHL91

Hauptplatinen: 
- Compal LA-1281 (Wurde in Acer Aspire 1200 verbaut)
- Compal LA-1682 (Wurde in Dell Inpiron 5150 verbaut)
- Compal LA-1684 (Wurde in Dell Inpiron 1150 verbaut)
- Compal LA-1691 (Wurde in Compaq_Evo N600c verbaut)
- Compal LA-1701 Release 1.0 (Wurde in Compaq nx7000 verbaut)
- Compal LA-1701 Release 2.0 (Wurde in Compaq nx7010 verbaut)
- Compal LA-1881 (Wurde in Acer Travelmate 290 und 290E (CL51) und Extensa 2900 verbaut. Alle mit Intel-Grafikchip)
- Compal LA-1901 REV. A00 (Wurde in Dell Inpiron 8600 verbaut)
- Compal LA-1971 (Wurde in Lenovo A500G - E600 verbaut)
- Compal LA-2171 (Wurde in Dell Inpiron 9300 verbaut)
- Compal LA-2231 (Wurde in Acer TravelMate 290D (CL56) uns Extensa 2900 verbaut. Beide für Grafikkarte von ATI)
- Compal LA-2362 (Wurde in Acer Aspire 3500 verbaut)
- Compal LA-2411 (Wurde in Acer TravelMate 2200 verbaut)
- Compal LA-2921P Rev. 4.0 (Wurde in Acer TravelMate 4230, 4260, 4280 verbaut)
- Compal LA-3081P (Wurde in Acer Aspire 3690 verbaut)
- Compal LA-3151P (Wurde in Acer Aspire 3100 verbaut)
- Compal LA-3211P (Wurde in Acer Aspire 3650 und TravelMate 2450 verbaut)
- Compal LA-3551P (Wurde in Acer Aspire 5315, 5720, 7720 verbaut)
- Compal LA-3581 (Wurde in Acer Aspire 5220, 5520, 7220, 7520 verbaut)
- Compal LA-4101P (Wurde in HP CQ40 verbaut)
- Compal LA-4031 (Wurde in Compaq PRESARIO C700 verbaut)
- Compal LA-4201P (Wurde in Acer Aspire 4330, 4730, 4930G verbaut)
- Compal LA-4851P (Wurde in Acer Emachines E525 verbaut)
- Compal LS-2766P (Wurde in Acer Aspire 5500 verbaut)

die unter diversen Marken (siehe einzelnes Notebook-Modell) zu finden sind.
Compal fertigt auch PDAs. Z. B. den Palmax z720. Das Gerät soll mit einem PDA von Toshiba identisch sein. Es wird nicht im deutschsprachigen Raum vertrieben.
Folgende PDA Modelle stellte Compal unter anderem her:
- Compal PD-95
- Compal PD-96
- Compal PD-131
- Compal PD-300
- Compal PD-500
- Compal PD-500C
- Compal PD-600
- Compal PD-600C
- Compal PD-1000
- Compal PD-1100

Compal stellt auch Monitore her.

## Compal Communications Inc.

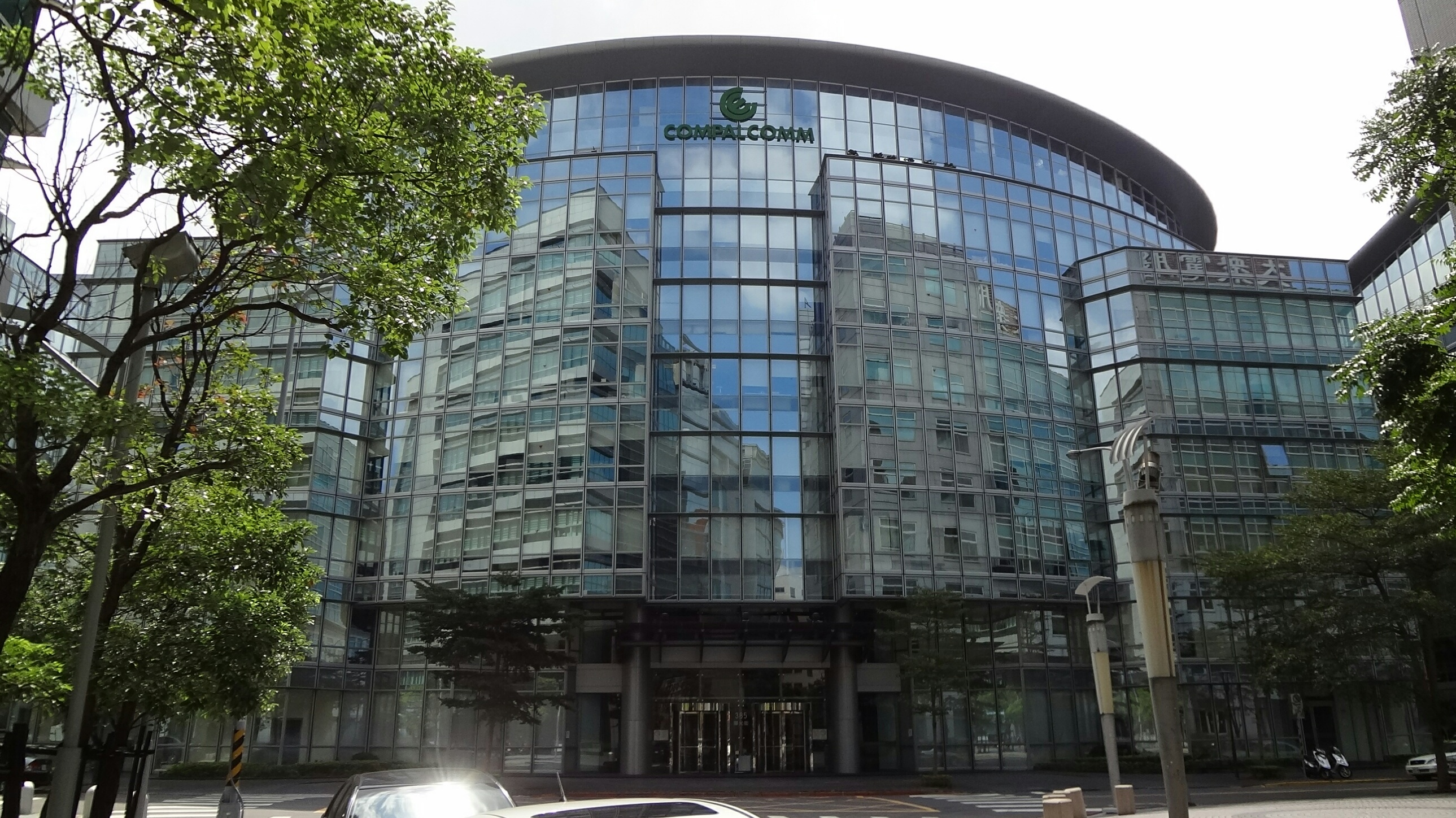
CCI Firmensitz

Die Compal Tochtergesellschaft, Compal Communications Inc.(kurz chinesisch 華寶 通訊, CCI) ist ein bedeutender Hersteller von Mobiltelefonen. Die Telefone werden auf der ODM Basis hergestellt, das heißt diese Mobiltelefone werden auch unter anderen Markennamen verkauft. Im Jahr 2006 produzierte CCI 68,8 Mio. Mobiltelefone und war der größte Handy ODM in der Welt. Der größte Kunde war mit Abstand Motorola.